# Liste der Kulturdenkmäler in Kausen
In der Liste der Kulturdenkmäler in Kausen sind alle Kulturdenkmäler der rheinland-pfälzischen Ortsgemeinde Kausen aufgelistet. Grundlage ist die Denkmalliste des Landes Rheinland-Pfalz (Stand 4. Mai 2023).

## Einzeldenkmäler
| Bezeichnung                       | Lage               | Baujahr                  | Beschreibung                                                                                    | Bild            |
| --------------------------------- | ------------------ | ------------------------ | ----------------------------------------------------------------------------------------------- | --------------- |
| Kriegerdenkmal                    | Hauptstraße Lage   | 1920er oder 1930er Jahre | Kriegerdenkmal 1914/18; pylonartiges, von eisernem Kreuz bekröntes Mahnmal, nach 1945 erweitert | BW              |
| Wohnhaus                          | Hauptstraße 8 Lage | 17. oder 18. Jahrhundert | Fachwerkhaus, teilweise massiv, verkleidet, wohl aus dem 17. oder 18. Jahrhundert               | BW              |
| Katholische Dreifaltigkeitskirche | Kirchstraße Lage   | 1933                     | Bruchsteinsaalbau, expressionistische Motive, bezeichnet 1933 und 1935                          | Fotos hochladen |